# Cena Ingeborg Bachmannové
Cena Ingeborg Bachmannové (německy Ingeborg-Bachmann-Preis) je rakouské literární ocenění a jedna z nejvýznamnějších cen za literaturu v německém jazyce, nazvaná po Ingeborg Bachmannové. Je dotována částkou 25 000 Euro a předávána každoročně v rámci festivalu německojazyčné literatury v Klagenfurtu. Hlavní město Korutan založilo cenu v roce 1977.

## Nositelé
- 1977: Gert Jonke
- 1978: Ulrich Plenzdorf
- 1979: Gert Hofmann
- 1980: Sten Nadolny
- 1981: Urs Jaeggi
- 1982: Jürg Amann
- 1983: Friederike Roth
- 1984: Erica Pedretti
- 1985: Hermann Burger
- 1986: Katja Lange-Müller
- 1987: Uwe Saeger
- 1988: Angela Krauß
- 1989: Wolfgang Hilbig
- 1990: Birgit Vanderbeke
- 1991: Emine Sevgi Özdamar
- 1992: Alissa Walser
- 1993: Kurt Drawert
- 1994: Reto Hänny
- 1995: Franzobel
- 1996: Jan Peter Bremer
- 1997: Norbert Niemann
- 1998: Sibylle Lewitscharoffová
- 1999: Terézia Mora
- 2000: Georg Klein
- 2001: Michael Lentz
- 2002: Peter Glaser
- 2003: Inka Parei
- 2004: Uwe Tellkamp
- 2005: Thomas Lang
- 2006: Kathrin Passig
- 2007: Lutz Seiler
- 2008: Tilman Rammstedt
- 2009: Jens Petersen
- 2010: Peter Wawerzinek
- 2011: Maja Haderlap
- 2012: Olga Martynova
- 2013: Katja Petrowskaja
- 2014: Tex Rubinowitz
- 2015: Nora Gomringer
- 2016: Sharon Dodua Otoo
- 2017: Ferdinand Schmalz
- 2018: Tanja Maljartschuk
- 2019: Birgit Birnbacher[1]
- 2020: Helga Schubert
- 2021: Nava Ebrahimi